# ندای وظیفه: وارزون
ندای وظیفه: وارزون (انگلیسی: Call of Duty: Warzone) یک بازی ویدئویی بتل رویال رایگان است که در ۱۰ مارس ۲۰۲۰ برای پلی‌استیشن ۴، پلی‌استیشن ۵، اکس‌باکس وان، اکس‌باکس سری اکس و سری اس و مایکروسافت ویندوز عرضه شد. این بازی بخشی از ندای وظیفه: جنگاوری نوین (۲۰۱۹) و ندای وظیفه: جنگ سرد بلک اپس (۲۰۲۰) است (اما نیازی به خریدش نیست) و در فصل ۲ محتوای جنگاوری نوین معرفی شد. وارزون توسط اینفینیتی وارد و ریون سافتور توسعه یافته و توسط اکتیویژن عرضه شده‌است. وارزون امکان مبارزه چند نفره آنلاین را در میان ۱۵۰ بازیکن فراهم می‌کند، اگرچه برخی از حالت‌های بازی با زمان محدود از ۲۰۰ بازیکن پشتیبانی می‌کنند. این بازی هم از ویژگی‌های کراس-پلت‌فروم پلی و هم روند کراس‌پلت‌فرم میان سه بازی است.
این بازی دارای سه حالت اصلی غارت کردن، زندگی دوباره و بتل رویال است. این بازی به‌طور کلی از منتقدین نظرات مثبتی دریافت کرد و نقشه محیط بازی مورد ستایش قرار گرفت. در ماه مه سال ۲۰۲۰، اکتیویژن اعلام کرد که وارزون در دو ماه اول انتشار بیش از ۶۰ میلیون دانلود را پشت سر گذاشته‌است. در آوریل ۲۰۲۱، اکتیویژن اعلام کرد که وارزون ۱۰۰ میلیون بازیکن فعال پیشی گرفته‌است.

## بازتاب‌ها
| گردآورنده | امتیاز                                     |
| --------- | ------------------------------------------ |
| متاکریتیک | پی‌سی: ۸۰/۱۰۰ پی‌اس۴: ۷۹/۱۰۰ ایکس‌وان: ۷۹/۱۰۰ |

| ناشر     | امتیاز |
| -------- | ------ |
| گیم‌اسپات | ۷/۱۰   |
| آی‌جی‌ان   | ۷/۱۰   |

ندای وظیفه: وارزون با توجه به بررسی جمعی متاکریتیک، از سوی منتقدان «بررسی‌های معمولاً مطلوب» در همه سیستم عامل‌ها را دریافت کرد.
گیم‌اسپات در بررسی خود نمره ۷/۱۰ را داد تنوع و اندازه نقشه‌ها را ستود و نوشت: «وارزون یک کوشش سال دومی بزرگ برای بتل رویالی از ندای وظیفه است که سرانجام موفق می‌شود هویت خود را با توجیه‌گری‌های جلب توجه کننده در فرمول در حال حاضر به‌دست‌آورد.» آی‌جی‌ان نیز به بازی نمره ۷/۱۰ را داد و به‌طور خلاصه گفت: «بتای ندای وظیفه: وارزون حتی به رغم امتیازات جدی که به نام رضایت فوری داده شده، کاملاً لذت بخش است.»
از دسامبر سال ۲۰۲۰، این بازی بیش از ۸۵ میلیون بازیکن در سراسر جهان دارد.
ندای وظیفه: وارزون در جوایز بازی ۲۰۲۰ نامزد دریافت جایزهٔ بهترین بازی چندنفره و بهترین بازی درحال پیشرفت شد.